# 劉錚 (籃球運動員)
劉錚（1990年11月24日—）為臺灣男子籃球運動員，主打小前鋒位置，現效力於中国男子篮球职业联赛上海久事。

## 職業生涯
2016年5月9日，劉錚加盟中国男子篮球职业联赛浙江广厦。
2020年9月9日，中國男子籃球職業聯賽上海久事正式註冊劉錚，劉錚與上海久事簽下2+1年合約，第三年為球隊選擇權，且屬於C類合約。
2023年7月10日，上海久事宣布與劉錚完成續約。2024年9月2日，上海久事宣布與劉錚完成續約，球衣背號改穿11號，合約為1+1年E類，第二年為球隊選擇權。

## 國家隊生涯
2025年7月31日，劉錚入選中華男籃參加2025年亞洲盃籃球賽。

## 職業生涯數據

### 超級籃球聯賽 例行賽數據統計
| 賽季    | 隊伍     | 出賽數 | 兩分命中率 | 三分命中率 | 罰球命中率 | 場均籃板數 | 場均助攻 | 場均抄截 | 場均阻攻 | 場均失誤 | 場均得分 |
| ------- | -------- | ------ | ---------- | ---------- | ---------- | ---------- | -------- | -------- | -------- | -------- | -------- |
| 2011-12 | 金門酒廠 | 29     | 43.43%     | 26.52%     | 81.1%      | 5.2        | 1.1      | 2.2      | 0.6      | 1.93     | 12.3 \|  |
| 2012-13 | 台灣啤酒 | 16     | 46.79%     | 23.94%     | 81.48%     | 6.25       | 2.1      | 1.9      | 0.7      | 2.81     | 11.5\|   |
| 2013-14 | 台灣啤酒 | 30     | 47.54%     | 32.05%     | 63.79%     | 5.83       | 2.1      | 2.8      | 0.2      | 2.63     | 14.6\|   |
| 2014-15 | 台灣啤酒 | 30     | 45.24%     | 29.38%     | 75%        | 5.66       | 2.5      | 2.2      | 0.2      | 2.8      | 14.8\|   |
| 2015-16 | 台灣啤酒 | 29     | 47.48%     | 26.9%      | 75%        | 6.37       | 3.3      | 2.5      | 0.6      | 2.93     | 16.5     |

## 外部連結
- 劉錚的Facebook專頁
- 劉錚的Instagram帳戶
- 劉錚在fiba.basketball（英语）
- 劉錚在archive.fiba.com（存檔）（英语）
- 劉錚在中国男子篮球职业联赛官網
- 劉錚在Basketball-Reference.com（國際）（英语）
- 劉錚在Eurobasket.com（球員）（英语）
- 劉錚在Eurobasket.com（球員）（英语）
- 劉錚在Proballers（英语）
- 劉錚在Proballers（英语）
- 劉錚在Proballers（英语）
- 劉錚在RealGM（球員）（英语）
- 劉錚在中国篮球数据库
- 劉錚在Flashscore（英语）
- 劉錚在Flashscore（英语）